# 5183 Robyn
5183 Robyn eller 1990 OA1 är en asteroid i huvudbältet som upptäcktes 22 juli 1990 av den amerikanske astronomen Eleanor F. Helin vid Palomar-observatoriet. Den är uppkallad efter Laurie Robyn Ernst Yeomans.
Asteroiden har en diameter på ungefär 9 kilometer och den tillhör asteroidgruppen Maria.